# Словарь терминов кёрлинга
Список наиболее часто используемых терминов и понятий кёрлинга, в том числе неофициальных.

## Основные определения
| 0—9 А Б В Г Д Е Ё Ж З И К Л М Н О П Р С Т У Ф Х Ц Ч Ш Щ Э Ю Я |

### А
- Антисла́йдер (англ. anti-slider), также гриппер (англ. gripper) — специальная накладка на обувь, увеличивающая сцепление со льдом. Обычно надевается на толчковую ногу, служит для комфортного перемещения игрока по льду. См. также слайдер.

### Б
- Ба́йтер (англ. biter) — камень, едва касающийся внешнего края внешней окружности дома.
- Ба́ттон (англ. button), центр дома, «пятак», «кнопка» — окружность в центре дома диаметром 1 фут (30,48 см).
- Боковая линия (англ. side line) — линия, расположенная по боковым сторонам каждой игровой площадки. Камни, касающиеся этой линии, выводятся из игры.
- Боковой гард (англ. Corner guard) — Тип гарда, который находится в стороне от центральной линии; обычно используется, когда у команды есть хаммер и нужно набрать несколько очков. В кёрлинге смешанных пар в начальной расстановке используется в режиме Пауэр плей (англ. Power play).
- Буфер, бампер, отбойник — ограждение из материала, гасящего удары, размещённое в конце и по краям каждой игровой площадки для кёрлинга. Служит для принятия на себя ударов от вылетевших из игровой зоны камней.
- Бэк-лайн, от англ. back line — см. задняя линия.

### В
- Ведущий — см. первый.
- Вес (англ. draw weight) или сила броска — скорость, заданная камню при его выпуске.
- Вице-скип (англ. vice-skip) — игрок, который руководит игрой команды во время выполнения скипом своих бросков и помогает капитану в выборе стратегии. Может быть любым «номером» в команде.
- Вращение — движение руки, придающее камню вращение вокруг своей оси по часовой стрелке или против неё — в зависимости от указания капитана.
- Второй (англ. second) — игрок, бросающий третий и четвёртый камни команды в каждом энде.

### Г
- Гард (англ. guard) — камень-защитник. Ставится перед удачно стоящим камнем или местом, куда тот будет поставлен в дальнейшем.
- Гриппер (англ. gripper) — см. Антислайдер.

### Д
- Дом (англ. house) — зона на каждом конце ледовой полосы, «мишень» образованная четырьмя концентрическими кругами радиусом от 6 дюймов (15 см) до 6 футов (182 см). Команда, чей камень (или камни) в конце энда располагается ближе к центру «дома», выигрывает энд.
- Дро (англ. draw) или постановочный бросок — то есть камень, который не выбивает других камней. Устанавливается в доме или перед домом.

### З
- Задетый камень (англ. burned stone) — движущийся камень, которого коснулись игрок или какая-либо часть его экипировки. В этом случае камень выводится из игры.
- Задняя линия или бэк-лайн (англ. back line) — линия в конце дома, проходящая по ширине всей площадки, параллельно ти-лайн и на расстоянии 1,829 м (6 футов) от неё. Камень, который полностью пересекает внешний край бэк-лайн, выводится из игры.
- Запасной игрок (англ. alternate) — один из игроков команды, который не принимает участия в матче, но может заменить одного из находящихся на площадке игроков.
- Запрет смещения центральных камней-защитников (англ. No-tick rule) — Если камень касается центральной линии в зоне свободных защитников, он не может быть сдвинут с данной позиции камнем противника до выполнения шестого броска в энде. Если же этот камень смещён, то камень команды-противника будет удалён, а смещённый камень возвращается на прежнюю позицию командой, не нарушившей правило.[1][2] Правило введёно на чемпионатах мира 2022 года.
- Зачётная линия — см. хог-лайн
- Зона свободных защитников (англ. free guard zone (FGZ)) — зона между ти-лайн (центральная линия) и хог-лайн (зачётная линия) в игровой зоне площадки, не включающей дом. Если до выполнения шестого броска в энде, выпущенный камень выбивает за пределы площадки камень соперника, находящийся в зоне свободных защитников, выпущенный камень удаляется из игры, а все сдвинутые камни возвращаются на прежние позиции.

### К
- Камень (англ. rock, stone) — игровой снаряд в кёрлинге. Представляет собой цилиндр из полированного гранита весом 19,96 кг (44 фунта), снабжённый ручкой.
- Каунтер (англ. counter) — любой камень, находящийся в доме или касающийся его и таким образом приносящий потенциальное очко.
- Кёрл (англ. curl) — см. свал.
- Кёрлер (англ. curler) — игрок в кёрлинг.
- Клиринг (англ. clearing) — бросок, при котором и камень соперника и свой камень выводятся из игры.
- Колодка, хэк (англ. hack) — упор для ступни на льду, от которого отталкиваются игроки при выполнении броска.
- Конец дома (англ. back of the house) — зона внутри дома между линией центра дома (ти-лайн) и задней линией (бэк-лайн).

### Л
- Лёд (англ. ice) — во время выполнения постановочного броска (дро) или тейк-аута данный термин обозначает расстояние между щёткой скипа и целью, определяемое в зависимости от траектории и скорости движения камня.
- Лид (англ. lead) — синоним термина ведущий или первый.
- Линия колодок (англ. hack line) — линия длиной 0,457 м (1 фут, 6 дюймов), расположенная параллельно ти-лайн на каждом конце центральной линии, где устанавливаются две колодки.

### Н
- Нулевой энд (англ. blank end) — энд, в котором ни одна из команд не набрала очков.

### О
- Обнулить энд/счёт — бросок последним камнем в энде, в результате которого все камни, и свои и чужие, выходят из игры. Проводится с целью получения права последнего удара в следующем энде.

### П
- Пеббл (англ. pebble) — капельки воды, нанесённые на лёд игровой площадки перед началом игры. Застывая, эти капли образуют бугорки, позволяющие уменьшить трение между льдом и движущимся камнем.
- Первый (англ. first), также ведущий или лид — игрок, выполняющий первый и второй броски команды в каждом энде.
- Пил (англ. peel) — бросок, предназначенный для освобождения игровой зоны площадки от камня-защитника, гарда.
- «Поляна», игровая площадка (англ. (ice) sheet) — ледовая поверхность, на которой происходит игра в кёрлинг.
- Постановочный бросок — см. дро.

### Р
- Рейз (англ. raise) — вид постановочного броска (дро), при котором выпущенный игроком камень проталкивает другой камень.
- Ролл — см. хит-энд-ролл.

### С
- Свал (англ. curl) — дугообразная траектория движения камня по льду.
- Свип (англ. sweep) — команда капитана, после которой его партнеры по команде начинают свиповать лёд.
- Свиповать, свипинг — натирание льда специальными щётками перед движущимся камнем с целью изменения его траектории движения. В месте свипования на льду образуется тонкая водяная плёнка, которая облегчает движение камня в соответствующем направлении. Игрок, выполняющий свипование, называется свипером.
- Скип (англ. skip) — капитан команды, определяющий стратегию игры. Находится в доме и своей щёткой выставляет «прицел» для броска. Может быть любым «номером» в команде. Во время выполнения бросков скипом, его роль выполняет вице-скип.
- Слайдер — скользкая подошва одного ботинка, облегчающая скольжение игрока по льду во время броска. См. также антислайдер.
- Спи́ннер (англ. spinner), или юла — камень, совершающий большое количество вращений во время перемещения по льду.
- Сплит (англ. split) разведение — вид броска, при котором выпущенный камень проталкивает в дом другой камень и сам откатывается в дом.
- Стей — см. хит-энд-стей
- Стил (англ. steal) — см. украсть

### Т
- Тестовый бросок (англ. DSC, Draw Shot Challenge) — соревнование, в котором каждая команда выполняет бросок одного камня в центр дома. Расстояние камня от центра дома измеряется и используется для определения очерёдности выполнения бросков командами в первом энде. Чей камень ближе к центру, тот получает право последнего броска в энде.
- Ти (англ. tee) — центр дома.
- Ти-лайн (англ. tee line), линия центра дома — линия, поперечно пересекающая центр «дома», параллельно хог-лайн. После пересечения камнем ти-лайн противник может начинать свиповать для облегчения его выхода из дома.
- Третий (англ. third) — третий игрок, выполняющий бросок пятого и шестого камней.
- Тэйк-аут (англ. take out) — бросок, при котором один камень выбивает другой камень из игры.
- Тэп-бэк (англ. tap back) — постановочный бросок, цель которого — подвинуть уже стоящий в доме камень в определённую точку.

### У
- Украсть (очко или энд) (англ. steal) — выигрыш энда командой, не имеющей преимущества последнего камня в энде.

### Ф
- Фриз (англ. freeze) заморозка — разновидность дро. Постановочный камень, который ставится вплотную к уже стоящему камню. Эта комбинация трудна для разбивания.

### Х
- Хаммер (англ. hammer) молот — последний бросок в энде. Возможность последнего броска у команды отмечается на табло специальным символом молота.
- Хог-лайн (англ. hog line) или зачётная линия — линия в начале дорожки, проходящая по всей ширине площадки, параллельно ти-лайн на расстоянии 6,40 м (21 фут) от неё. Перед этой линией происходит толчок, скольжение и направление камня. Игрок, выполняющий бросок, должен выпустить камень из руки прежде, чем камень достигнет этой линии. Если это правило нарушено (hog line violation), камень изымается из игры.
- Хит-энд-ролл или просто ролл (англ. hit and roll) — вид броска, при котором один камень выбивает из игры другой камень, откатываясь затем на другую игровую позицию.
- Хит-энд-стей или просто стей (англ. hit and stay) — вид броска, при котором камень выбивает из игры камень соперника и остаётся на месте столкновения.
- Хэк-лайн — см. линия колодок

### Ц
- Центральная линия (англ. center line) — линия, разделяющая игровую площадку посередине. Она соединяет центры домов и продолжается на 3,658 м (12 футов) за центром каждого дома.

### Ч
- Четвёртый (англ. fourth) — четвёртый игрок в команде, выполняющий последние два броска (седьмой и восьмой) в каждом энде.

### Ш
- Шот (англ. shot), бросок — бросок кёрлингового камня.
- Шутер (англ. shooter) — камень, которым совершается бросок.

### Щ
- Щётка (англ. broom, brush) — инструмент для свипа. Щетки различаются жёсткостью материала трущей поверхности, высотой ручки и углом наклона рабочей поверхности.

### Э
- Энд (англ. end) — период матча, промежуток игры, в котором команды поочерёдно выпускают по 8 камней (всего 16). Матч состоит из 8 или 10 (в прошлом также было и 12) эндов. При ничейном счёте назначается дополнительный энд — экстра-энд.
- Экстра-энд (англ. extra-end) — дополнительный энд, который определяет победителя при ничейном результате основной части игры.

### Ю
- Юла см. спиннер.

| 0—9 А Б В Г Д Е Ё Ж З И К Л М Н О П Р С Т У Ф Х Ц Ч Ш Щ Э Ю Я |